# Thomas Eugene Kurtz
Thomas Eugene Kurtz (Oak Park, 22 de fevereiro de 1928 – Líbano, 12 de novembro de 2024) foi um cientista americano de tecnologia da informação, que desenvolveu a linguagem de programação BASIC com John George Kemeny, entre 1963 e 1964. Kurtz estudou no Knox College. Obteve um doutorado em 1956 na Universidade de Princeton, orientado por John Tukey, com a tese An extension of multiple comparisons procedure. Recebeu o Prêmio Pioneiro da Computação de 1991.

## BASIC
Como parte do Sistema de Compartilhamento de Tempo de Dartmouth, Kemeny e Kurtz criaram a linguagem de programação BASIC. O primeiro programa BASIC foi executado em 1º de maio de 1964, às 4 da manhã, e nem Kemeny nem Kurtz pensaram nisso como um começo para algo grandioso. Eles apenas esperavam que isso ajudasse os alunos a aprender algo sobre os computadores que estavam usando. A dupla garantiu que sua invenção fosse imediatamente divulgada ao público e não ganhasse dinheiro real com isso. O Dartmouth College registrou o BASIC, no entanto, tornou o BASIC disponível e gratuito para qualquer pessoa que quisesse usá-lo. O nome da língua originou-se do desejo de Kurtz de ter um acrônimo simples que significasse algo também. Kurtz afirma que, "Queríamos uma palavra que fosse simples, mas não simplória, e BASIC era essa". O BASIC, juntamente com os livros publicados nele, recebeu muitos comentários positivos, por exemplo: "Esta segunda edição do Basic Programming fornece uma descrição completa do BASIC, que é útil não apenas para o iniciante, mas também para o programador mais experiente." "Minha avaliação geral da programação BASIC é que ela é ideal para o indivíduo que deseja programar com um mínimo de esforço e de igual valor para instrução em grupo ou em sala de aula".
O tema que o BASIC era para o usuário médio de computador é enfatizado por Kurtz. Em uma carta aberta, ele reitera declarações anteriores de que o BASIC foi inventado para dar aos alunos uma linguagem de programação simples e fácil de aprender, já que todas as linguagens atuais da época eram dedicadas a profissionais. Ele então passou a dizer que o BASIC era para pessoas que não queriam dedicar suas vidas à programação.  A repetição dessa ideia por Kurtz acentua que, mesmo com todo o seu sucesso, a linguagem que ele escreveu permaneceria implementada para as massas e não apenas para especialistas.
Os padrões BASIC foram criados na década de 1980 para o ECMA e o ANSI, com suas versões sendo lançadas em 1986 e 1987, respectivamente.  Em 1975, quando Bill Gates e Paul Allen desenvolveram uma versão do BASIC para o Altair 8800, um dos primeiros computadores pessoais, ajudou a lançar a indústria de computadores pessoais.
O trabalho de Kurtz no BASIC foi reconhecido pelo IEEE como parte de seu programa marcante que marca lugares históricos para a inovação humana em todo o mundo. Os lugares homenageados incluem o laboratório de Thomas Edison em Menlo Park, Nova Jersey, onde ele inventou a lâmpada e o fonógrafo, e o topo da colina nos arredores de Bolonha, Itália, onde Guglielmo Marconi enviou a primeira transmissão de rádio transatlântica. A placa foi colocada em 22 de fevereiro de 2021.

### Influência
O caminho para o BASIC em si foi longo. Kemeny e Kurtz forjaram o DARSIMCO - Código Simplificado de Dartmouth - a tentativa inaugural de Dartmouth de fazer uma linguagem de computação em 1956; no entanto, DARSIMCO logo se tornou obsoleto quando a linguagem FORTRAN se manifestou. Em 1962, Kemeny e um estudante de graduação de Dartmouth, Sidney Marshall, criaram a linguagem DOPE, Dartmouth Oversimplified Programming Experiment, que foi um predecessor direto do BASIC. O DOPE em si era pouco usado, e Kurtz preferia tentar implementar linguagens de sucesso como FORTRAN e ALGOL. A experiência de Kurtz com Dartmouth ALGOL 30 para o LGP-30 o convenceu de que a criação de subconjuntos dessas linguagens não era muito prática, e isso o levou a adotar a noção de Kemeny de criar uma linguagem totalmente nova.

### Críticos
Embora o BASIC tenha sido amplamente considerado um sucesso, muitos profissionais de computação acharam que era uma má escolha para programas maiores e mais complicados. Programas maiores tornaram-se confusos e confusos quando usaram a instrução "GO TO" para pular de uma linha de um programa para outra. Outra crítica à linguagem original era que ela não era estruturada, o que dificultava a divisão de programas em partes separadas para melhorar a legibilidade. O fato de o BASIC não ser estruturado também prejudicou a capacidade de depurar e modificar partes do código, e isso limitou seu uso por empresas maiores. Portanto, permaneceu em grande parte uma linguagem usada apenas para programas menores.

## True BASIC

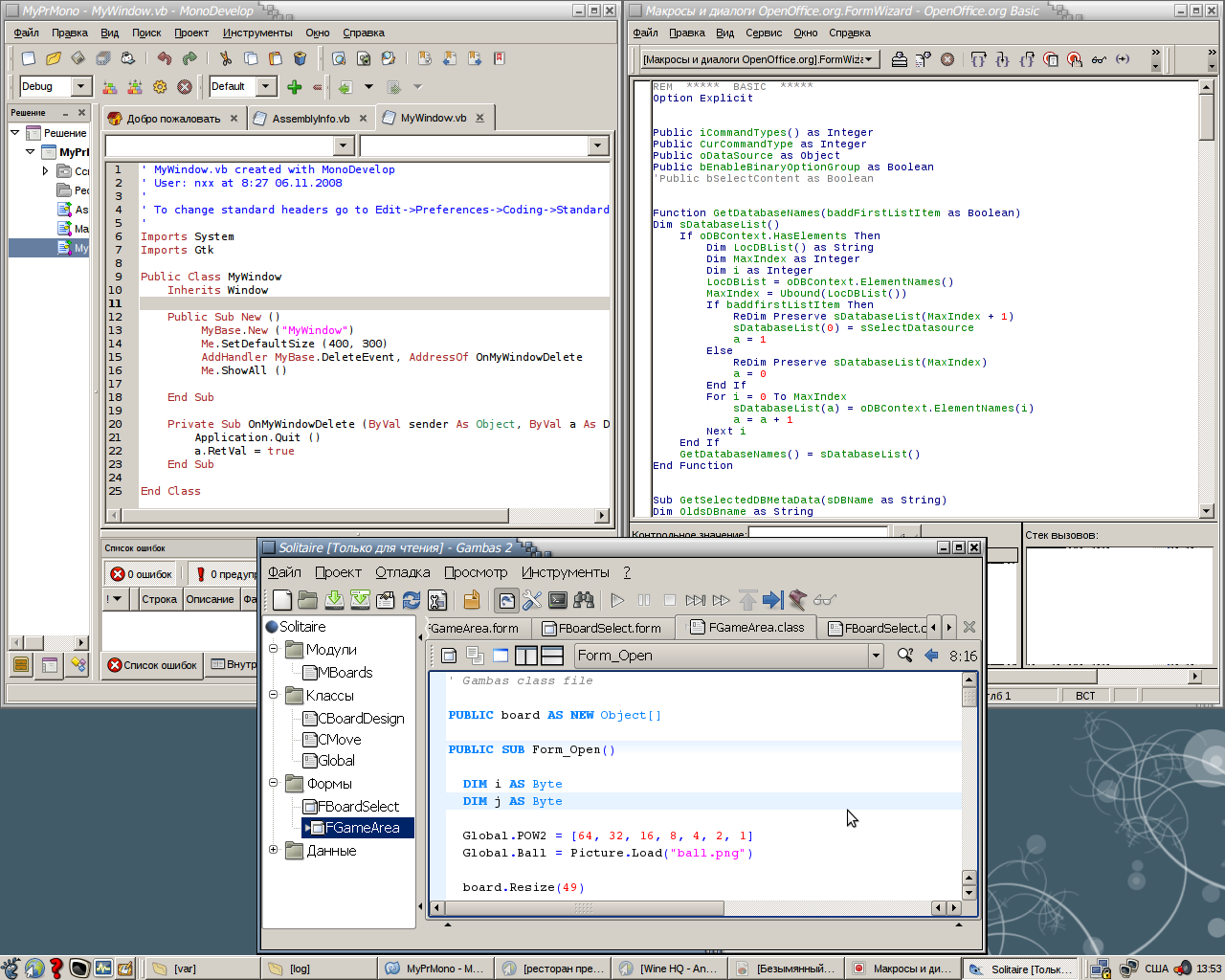
Exemplo de True Basic

Em 1983, em resposta a uma proliferação de "Street BASICs", um grupo de estudantes de graduação de Dartmouth persuadiu Kemeny e Kurtz a oferecer a versão de Dartmouth da língua como um produto comercial. A primeira oferta de sua empresa, True Basic, Inc., foi baseada no Dartmouth BASIC 7, que apresentava construções de programação modernas, como "IF..THEN..ELSE, DO..LOOP e EXIT DO".  A empresa descreveu seu produto como "Simples. Elegante. Poderoso. Verdadeiro BASIC." Seguindo o conselho de Kemeny, o True BASIC não se limitava a um único sistema operacional ou sistema de computador. "Hoje as versões do True BASIC estão disponíveis para sistemas DOS, macOS, Windows, Unix e Linux".  Quando Kurtz se aposentou do Dartmouth College em 1993, ele continuou a desenvolver e manter o True Basic.

## Obras
- com John G. Kemeny: Basic Programming. Wiley, 1967; 1980
- Basic Statistics. Prentice Hall, 1963
- com John G. Kemeny: Structured Basic Programming. Wiley, 1987
- com John G. Kemeny & J. Laurie Snell: Computing for a course in finite mathematics. Longman Higher Education, 1985

## Morte
Kurtz morreu em Líbano, Nova Hampshire no dia 12 de novembro de 2024, aos 96 anos.